# Europawahl 1999
Die Europawahl 1999 fand vom 10. bis 13. Juni statt. Sie war die fünfte Direktwahl zum Europäischen Parlament und die erste nach dem Beitritt Österreichs, Finnlands und Schwedens zur Europäischen Gemeinschaft (Erweiterung auf 15 EU-Staaten).
Die Wahlbeteiligung war generell niedrig, außer in Belgien und Luxemburg, wo gleichzeitig nationale Wahlen stattfanden und Wahlpflicht bestand.
Erstmals seit Einführung der Direktwahl des Parlaments wurde die christdemokratisch und konservative Europäische Volkspartei und europäische Demokraten stärkste Fraktion vor der sozialdemokratischen Fraktion.

## Sitzverteilung
| Fraktion                       | Fraktion                                          | Richtung                        | Mandate   | % Mandate | +/-  |
| ------------------------------ | ------------------------------------------------- | ------------------------------- | --------- | --------- | ---- |
|                                | Fraktion der Europäischen Volkspartei             | Christdemokraten, Konservative  | 232 / 626 | 37,1      | ▲31  |
|                                | Fraktion der Sozialdemokratischen Partei Europas  | Sozialdemokraten, Sozialisten   | 180 / 626 | 28,8      | ▼34  |
|                                | Liberale und Demokratische Fraktion               | Liberale                        | 50 / 626  | 8,0       | ▲8   |
|                                | Die Grünen/Europäische Freie Allianz              | Grüne, Regionallisten           | 48 / 626  | 7,7       | ▬ a  |
|                                | Die Linke im Europäischen Parlament – GUE/NGL     | Linke, Sozialisten, Kommunisten | 42 / 626  | 6,7       | ▲8   |
|                                | Union für das Europa der Nationen                 | Nationalkonservative            | 31 / 626  | 5,0       | ▼3 b |
|                                | Technische Fraktion der Unabhängigen Abgeordneten | Diverse                         | 18 / 626  | 2,9       | Neu  |
|                                | Europa der Demokratien und der Unterschiede       | EU-Skeptiker                    | 16 / 626  | 2,6       | ▲1 c |
|                                | Fraktionslose                                     | –                               | 9 / 626   | 1,4       | ▼29  |
|                                |                                                   |                                 |           |           |      |
| Quelle: Europäisches Parlament |                                                   |                                 |           |           |      |

Gewinne/Verluste im Vergleich zum Ende der vorherigen Legislaturperiode.

### Sitzverteilung nach Ländern und Parteien
| Land                   | Detail   | Fraktionen                                         | Fraktionen       | Fraktionen     | Fraktionen                  | Fraktionen          | Fraktionen  | Fraktionen         | Fraktionen        | Fraktionen | Gesamt |
| Land                   | Detail   | EVP-ED                                             | SPE              | ELDR           | G/EFA                       | GUE/NGL             | UEN         | TDI                | EDD               | NI         | Gesamt |
| ---------------------- | -------- | -------------------------------------------------- | ---------------- | -------------- | --------------------------- | ------------------- | ----------- | ------------------ | ----------------- | ---------- | ------ |
| Belgien                | Ergebnis | 3 CVP 1 PSC 1 CSP 1 MCC                            | 3 PS 2 SP.A      | 3 VLD 2 PRL    | 3 Ecolo 2 Agelev 2 VU       |                     |             | 2 VB               |                   |            | 25     |
| Deutschland            | Ergebnis | 43 CDU 10 CSU                                      | 33 SPD           |                | 7 Grüne                     | 6 PDS               |             |                    |                   |            | 99     |
| Dänemark               | Ergebnis | 1 KF                                               | 3 S              | 5 V 1 RV       |                             | 1 SF                | 1 DF        |                    | 3 JB 1 FB mod EF  |            | 16     |
| Finnland               | Ergebnis | 4 KOK 1 SKL                                        | 3 SDP            | 4 KESK 1 SF    | 2 Vihr.                     | 1 Vasem.            |             |                    |                   |            | 16     |
| Frankreich             | Ergebnis | 9 UDF 6 RPR 5 DL 1 RPR-DL                          | 18 PS 2 PRG 2 MC |                | 9 Verts                     | 6 PCF 5 LO-LCR      | 6 RPF 6 MPF | 5 FN               | 6 CPNT            | 1 RPF-MPF  | 87     |
| Griechenland           | Ergebnis | 9 ND                                               | 9 PASOK          |                |                             | 3 KKE 2 DIKKI 2 SYN |             |                    |                   |            | 25     |
| Irland                 | Ergebnis | 4 FG 1 Unabh.                                      | 1 LAB            | 1 Unabh.       | 2 GP                        |                     | 6 FF        |                    |                   |            | 15     |
| Italien                | Ergebnis | 22 FI 4 PPI 2 CCD 2 CDU 1 Udeur 1 Pens. 1 RI 1 SVP | 15 DS 2 SDI      | 6 ID 1 PRI     | 2 FdV                       | 4 PRC 2 PdCI        | 9 AN–PS     | 7 LB 3 LN a 1 MSFT |                   | 1 LN a     | 87     |
| Luxemburg              | Ergebnis | 2 CSV                                              | 2 LSAP           | 1 DP           | 1 Gréng                     |                     |             |                    |                   |            | 6      |
| Niederlande            | Ergebnis | 9 CDA                                              | 6 PvdA           | 6 VVD 2 D66    | 4 GL                        | 1 SP                |             |                    | 1 SGP 1 GPV 1 RPF |            | 31     |
| Österreich             | Ergebnis | 7 ÖVP                                              | 7 SPÖ            |                | 2 Grünen                    |                     |             |                    |                   | 5 FPÖ      | 21     |
| Portugal               | Ergebnis | 8 PSD                                              | 12 PS            |                |                             | 2 PCP b             | 2 CDS–PP    |                    |                   |            | 25     |
| Schweden               | Ergebnis | 5 M 2 KD                                           | 6 SAP            | 3 FP 1 C       | 2 MP                        | 3 V                 |             |                    |                   |            | 22     |
| Spanien                | Ergebnis | 27 PP 1 UDC c                                      | 24 PSOE          | 2 CDC c 1 CC d | 1 EAJ e 1 EA e 1 PA d 1 BNG | 4 IU                |             |                    |                   | 1 EH       | 64     |
| Vereinigtes Königreich | Ergebnis | 36 CON 1 UUP                                       | 29 LAB 1 SDLP    | 10 LD          | 2 GPEW 2 SNP 2 PC           |                     |             |                    | 3 UKIP            | 1 DUP      | 87     |

Bei der Konstituierung des Parlaments am 20. Juli 1999 umfasste die Technische Fraktion der Unabhängigen Abgeordneten (TDI) noch 29 Mitglieder und die Union für ein Europa der Nationen (UEN) noch 21 Mitglieder. Einen Tag später wechselten die neun Abgeordneten der Alleanza Nazionale von der TDI zur UEN. Am Tag darauf verließen der Abgeordnete der Euskal Herritarrok sowie ein Abgeordneter der Lega Nord die TDI und verblieben fraktionslos.

## Neue Fraktionen
Nachdem bereits vor der Wahl die Forza Italia von der Fraktion Union für Europa (UfE) zur EVP-Fraktion gewechselt war und nach der Wahl die französische Rassemblement pour la République ebenfalls von der UfE zur EVP wechselte, kam es zu einer Neuordnung der Fraktionen rechts der EVP. Die Union für das Europa der Nationen (UEN) umfasste die französische Rassemblement pour la France (bisher Fraktion der Unabhängigen für das Europa der Nationen, I/EN) sowie die verbliebenen Abgeordneten der UfE. Die Fraktion Europa der Demokratien und der Unterschiede (EDU) umfasste den Rest der I/EN-Abgeordneten und neu ins Parlament eingezogene Parteien wie die französische Jägerpartei CPNT und die UK Independence Party.
Daneben bildete sich die Technische Fraktion der Unabhängigen Abgeordneten, in der sich sowohl rechtsextreme Parteien wie der französische Front National (zuvor fraktionslos) wie auch radikalliberale wie die Liste Emma Bonino (zuvor Fraktion der Radikalen Europäischen Allianz) zusammenfanden. Die Fraktion wurde während der Legislaturperiode wegen "fehlender politischer Zugehörigkeit" aufgelöst.
Die Fraktion der Grünen nahm die Mitgliedsparteien der regionalistischen Europäischen Freien Allianz (EFA, zuvor Fraktion der Radikalen Europäischen Allianz) auf und benannte sich in Die Grünen/Europäische Freie Allianz um.

## Einzelne nationale Wahlen

Zusammensetzung der Delegationen der einzelnen Mitgliedstaaten nach den Wahlen

### Dänemark
In Dänemark verlor die Konservative Volkspartei (EVP-ED) zwei Sitze. Erstmals zog die Dänische Volkspartei (UEN) ins Europaparlament ein. Stärkste Partei wurde wie 1994 die liberale Venstre (ELDR).

### Deutschland
In Deutschland konnten die oppositionellen Unionsparteien CDU und CSU (EVP-ED) fast 10 Prozent hinzugewinnen und erreichten damit fast die absolute Mehrheit der Stimmen. Erstmal übersprang die Partei des Demokratischen Sozialismus (VEL/NGL) die Sperrklausel von 5 %.

### Frankreich
Die französischen Sozialisten (SPE) verloren sieben Prozent, blieben aber stärkste Partei. Bemerkenswert war der Parlamentseinzug der Grünen (Grüne/EFA), zweier kommunistischer Listen (beide VEL/NGL) und der rechtskonservativen Chasse, pêche, nature et traditions (CPNT, "Jagen, Fischen, Natur, Traditionen", EDU-Fraktion).

### Vereinigtes Königreich
Im Vereinigten Königreich wurde erstmals bei einer nationalen Wahl das Verhältniswahlrecht in regionalen Wahlkreisen angewandt. In Nordirland wurde wie zuvor ein Wahlsystem mit übertragbaren Stimmen benutzt.
Die regierende Labour Party (SPE) verlor mehr als die Hälfte ihrer Sitze. Die Konservativen (EVP-ED) konnte dagegen ihre Sitzzahl verdoppeln. Vom Verhältniswahlrecht profitieren die Liberaldemokraten (ELDR) die zehn statt zuvor zwei Mandate erreichten sowie die UK Independence Party (EDU) und die Grünen (Grüne/EFA), die beide erstmals mit drei bzw. zwei Abgeordneten in das Europaparlament einzogen.